# Bahnhof Gladbeck Ost
Der Haltepunkt Gladbeck Ost ist ein ehemaliger Bahnhof an der Bahnstrecke Winterswijk–Gelsenkirchen-Bismarck, der bis in die 1980er Jahre über mehrere Gleisanschlüsse, darunter zur Zeche Graf Moltke, verfügte. Der heutige Haltepunkt ist einer von drei Schienenverkehrshalten in Gladbeck und liegt östlich der Innenstadt. Die anderen beiden Schienenverkehrshalte sind Gladbeck West und Gladbeck-Zweckel.

## Lage und Aufbau
Der Haltepunkt liegt am Streckenkilometer 9,4 der Bahnstrecke Gelsenkirchen-Bismarck – Borken Grenze (– Winterswijk) (VzG-Strecke 2236). Die Strecke verläuft in diesem Abschnitt eingleisig, der Bahnsteig liegt auf der östlichen Seite und ist somit von der Innenstadt abgewandt. Der Zugang erfolgt ebenerdig über die parallel verlaufende Bahnhofstraße. Bis 1985 verfügte der Haltepunkt über ein zweites Streckengleis östlich des Bahnsteigs. Bis zu dessen Abbau bestand der Zugang in Form einer Bahnsteigunterführung am südlichen Ende des Bahnsteigs. Daran anschließend überquert die Buersche Straße das Streckengleis, anstelle der Überführung bestand bis 1974 ein Bahnübergang.

## Geschichte

### Länderbahnzeit (1880–1920)
Der Bahnhof ist der älteste Schienenverkehrshalt in Gladbeck. Die Niederländisch-Westfälische Eisenbahn-Gesellschaft zog beim Bau der Strecke von Bismarck nach Winterswijk den Umweg über Gladbeck einer direkten Verbindung über Buer vor, da die Bahn in diesem Bereich den Vestischen Höhenrücken überwindet. Die Eröffnung der Strecke fand am 14. Juni 1880 statt, der fahrplanmäßige Verkehr wurde am 21. Juni desselben Jahres aufgenommen. Die Betriebsführung oblag vertraglich der Bergisch-Märkischen Eisenbahn-Gesellschaft.
Der Bahnhof verfügte zu Beginn über sechs Gleise, die Hauptgleise waren so angeordnet, dass ein Achsensprung vorlag. Die Ausfahrten waren also jeweils linksbündig angeschlossen. Das Empfangsgebäude und ein Güterschuppen befanden sich nordöstlich der Gleise an der Bahnhofstraße. Im September 1880 ging das Anschlussgleis zur Zeche Graf Moltke Schacht 1/2 in Betrieb. Ab 1890 folgte der Bau eines zweiten Überholgleises sowie die Anbindung der Zechengleise an die nördliche Ausfahrt. 1882 ging der Anschluss zum Dampfsägewerk Küster, das den Grubenholzhandel mit den Zechen Hugo und Graf Bismarck abwickelte, in Betrieb.
Kurz nach Beginn des 20. Jahrhunderts wurden die beiden Gebäude mit Anbauten versehen, das Empfangsgebäude erhielt gleichzeitig einen Wasseranschluss. Mit Inbetriebnahme der Nordstrecke Osterfeld–Hamm am 1. Mai 1905 erhielt der Bahnhof zur Unterscheidung des dortigen Gladbecker Bahnhofs die Bezeichnung Gladbeck Ost. Eine Konkurrenzsituation entstand durch den neuen Westbahnhof nicht, da Gladbeck Ost ortsnäher lag und vorrangig dem Verkehr in Nord-Süd-Richtung diente.
Die Strecke wurde 1907 auf dem Abschnitt zwischen Bismarck und Dorsten zweigleisig ausgebaut. Bereits vorher gingen zwei mechanische Stellwerke im Bahnhof (spätere Bezeichnungen Gof und Gow) in Betrieb. Im Rahmen des zweigleisigen Ausbaus bemühte sich die Stadt Gladbeck vergeblich um eine Aufhebung des Bahnübergangs an der Hochstraße, da es infolge der Rangierfahrten zur Zeche Graf Moltke zu langen Standzeiten kam.
1908 nahm die Stadt einen Schlachthof in Bahnnähe in Betrieb. Problematisch gestaltete sich hierbei die Zustellung des Viehs, da die Preußischen Staatsbahnen nur zweimal täglich eine Rangierlokomotive zur Verfügung stellen konnte; die bedarfsweise Durchführung weiterer Bedienungsfahrten konnte somit nicht gewährleistet werden. Nachdem auch eine alternative Lösung in Form von Aufstellgleisen am Schlachthof wegen der Höhenverhältnisse verworfen wurde, bemühte sich die Stadt um eine Laderampe am Zechengleis, das unmittelbar an der Anlage vorbeiführte. Da auch diese Verhandlungen scheiterten, musste nach der Eröffnung des Schlachthofes das Vieh an einer Laderampe am Bahnhof ausgeladen und über die Straßen zum Schlachthof getrieben werden, was zu regelmäßigen Verkehrsbehinderungen führte. Der erforderliche Gleisanschluss wurde dennoch erst gegen Ende der 1920er Jahre errichtet.

### Reichs- und Bundesbahnzeit (1920–1994)

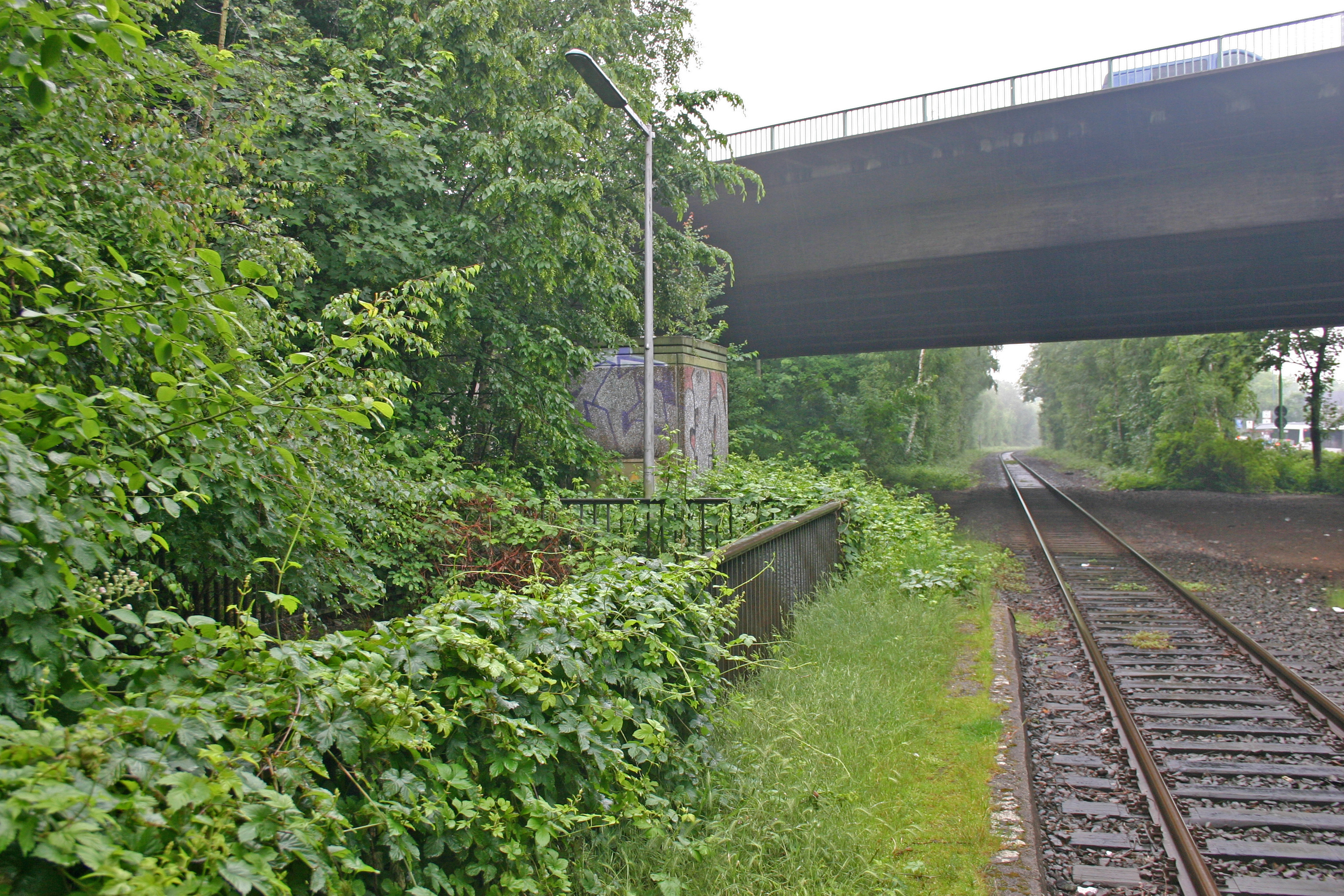
Reste der Bahnsteigunterführung am Bahnsteig

Ab dem 1. April 1920 führte die Deutsche Reichsbahn den Betrieb anstelle der Länderbahnen durch. Während der Ruhrbesetzung lag der Bahnhof Gladbeck Ost und Niederländisch-Westfälische Strecke bis einschließlich Dorsten innerhalb der von französischen und belgischen Truppen besetzten Zone. Nachdem der Ruhrkampf zu drastischen Verkehrseinschränkungen führe, nahmen die Besatzungsmächte den Bahnbetrieb ab dem 21. November 1923 selbst in die Hand. Dieser Regiebetrieb bestand bis zum 16. Oktober 1924.
Während des Zweiten Weltkrieges kam es zu keinen größeren Schäden am Bahnhof. Lediglich die Anschlussbahn zur Zeche Graf Moltke wurde durch Luftangriffe so stark beschädigt, dass eine Wiederinbetriebnahme nach Kriegsende unterblieb. Die Abfuhr der geförderten Kohle erfolgte seitdem ausschließlich über die Anschlussbahn zum Bahnhof Gelsenkirchen-Horst Nord.
Der Personen- als auch der Güterverkehr nahmen ab den 1950er Jahren stetig ab. Mitte der 1960er Jahre gab die Deutsche Bundesbahn die Güterabfertigung in Gladbeck Ost auf. Um Personal einzusparen, wurde das Fahrdienstleiter-Stellwerk Gof ab 1974 durchgeschaltet. Das Weichenwärter-Stellwerk Gow wurde wegen des Bahnübergangs Hochstraße weiterhin besetzt.
Im Jahr 1974 wurde der Bahnübergang an der Hochstraße aufgehoben. Ersatz kam durch die weiter nördlich gelegene Überführung der Buerschen Straße. Für die Fußgänger wurde im Zuge der Hochstraße eine Unterführung errichtet. Da das Empfangsgebäude sehr nah zur Brücke stand, wurde es 1978 abgerissen. Wenige Jahre darauf ging der Anschluss Küster außer Betrieb. Mit dem Rückbau sämtlicher Nebengleise wurde der Bahnhof zum 1. August 1983 in einen Haltepunkt mit Blockstelle umgewandelt. Das Stellwerk Gow ging etwa ein Jahr darauf außer Betrieb, das Stellwerk Gof folgte zum 1. Januar 1985. In den beiden darauf folgenden Jahren ging das zweite Streckengleis zwischen dem nördlich gelegenen Abzweig Zweckel und Bismarck außer Betrieb. Die Bahnsteigunterführung wurde danach geschlossen, ist aber nach wie vor erhalten.

### Zusammenlegung mit ZOB
Etwa 300 m weiter südlich befindet sich in unmittelbarer Nähe zur Bahnstrecke Borken–Gelsenkirchen-Bismarck der ZOB Gladbeck Oberhof, an dem sämtliche Buslinien in Gladbeck verkehren. Die Haltestellen liegen jenseits der Bahnstrecke auf der stadtzugewandten Seite ungefähr an der Stelle, wo bis 1974 die Straßenbahn von Buer im Verlauf der Hochstraße die Gleise der Bahnstrecke kreuzte. Der Weg zwischen dem Haltepunkt und den Bushaltestellen führt durch eine Unterführung in Höhe der Hochstraße oder relativ umständlich über die nördlich gelegene Brücke der Buerschen Straße. In der Unterführung befinden sich abgemauert die Treppenaufgänge zu den seither nicht näher zum Busbahnhof verlegten Bahnsteigen. Die Stadt Gladbeck bemühte sich daher wiederholt um eine Verlegung des Haltepunkts in Richtung des Busbahnhofs. Eine Umsetzung des Vorhabens war bis 2012 ungewiss, da der Weiterbetrieb der Regionalbahn nicht über 2015 hinaus gesichert war.
Im Sommer 2013 gab die Deutsche Bahn ihr Einverständnis zur Verlegung des Haltepunkts. Das Vorhaben soll mit den Plänen der Vestischen Straßenbahnen zum Neubau des Busbahnhofs zusammengefasst werden. Vorgesehen sind der Ersatz der Fußgängerunterführung durch eine niveaugleiche Kreuzung und der Neubau eines Kombibahnsteigs auf der Westseite in Höhe des Busbahnhofs. Der Baubeginn war für 2016 vorgesehen, jedoch hatten sie im Juli 2022 noch nicht begonnen. Der Rückbau des Tunnels und der Neubau des Bahnübergangs sollen 2027 beginnen. Eine Teilinbetriebnahme des Busbahnhofes sowie des verlagerten Haltepunktes soll bis Ende 2028 erfolgen; die Arbeiten inklusive des Straßenneubaus sollen bis 2030 abgeschlossen sein.

### Angedachte Umbenennung
Im Zuge einiger Umbenennungen der Deutschen Bahn zur besseren Orientierung im VRR sollte dieser Bahnhof den Namen Gladbeck Mitte tragen. Die Stadt Gladbeck hatte dieses Vorhaben jedoch abgelehnt. Im Zuge dieser Umbenennung sollte der Bahnhof Gladbeck West den Namen Gladbeck Hbf erhalten.

## Verkehr

### Schienenpersonenverkehr
Ab 1880 hielten zunächst drei Zugpaare in Gladbeck. Die Züge verkehrten zwischen Essen und Winterswijk über Bismarck, Gladbeck, Dorsten und Borken. Zwei der Zugpaare fuhren über Winterswijk hinaus nach Amsterdam. Ab Winter 1883/84 kam ein viertes Zugpaar hinzu. Die Züge wurden ab dieser Zeit in Richtung Süden teilweise nach Wanne verlängert. Das Angebot wurde im Laufe der Jahre weiter ausgebaut, so dass ab 1904 insgesamt neun Zugpaare durch Gladbeck fuhren. Ein weiteres Zugpaar pendelte zwischen Gladbeck und Dorsten.
Mit Beginn des Ersten Weltkriegs kam die Strecke bedingt durch ihre grenznahe Lage unter militärische Verwaltung. Der internationale Verkehr nach den Niederlanden wurde sofort nach Kriegsbeginn eingestellt. Zwischen Dorsten und Gladbeck fuhren nunmehr sechs Zugpaare, fünf davon über Gladbeck hinaus in Richtung Bismarck. Am 2. November 1914 übernahm die KED Essen wieder die Betriebsführung und passte den Fahrplan an. Bis 1917 verzeichnete der Bahnhof Gladbeck Ost zehn Zugpaare, sieben Zugpaare zwischen Bismarck und Borken beziehungsweise Burlo, zwei Zugpaare zwischen Bismarck und Dorsten sowie ein Arbeiterzugpaar zwischen Gladbeck Ost und Hervest-Dorsten.
Infolge der Ruhrbesetzung durch Franzosen und Belgier blieb das Fahrplanangebot spärlich. Im Jahr 1927 verzeichnete das Kursbuch insgesamt zwölf Zugpaare auf dem Abschnitt zwischen Dorsten und Bismarck. Die meisten Personenzüge in Richtung Essen wurden ab dieser Zeit über Gladbeck West und Bottrop Hauptbahnhof geleitet, lediglich zwei Zugpaare fuhren über Gladbeck Ost und Bismarck. Seitens der vorerwähnten Eisenbahndirektion Essen sollte Gladbeck Ost nur noch im Bezirks- und Lokalverkehr eine Rolle spielen. In den 1930er Jahren wurde die Verbindung saniert und die Streckengeschwindigkeit erhöht. Das Fahrplanangebot sah nun 19 Zugpaare zwischen Borken und Bismarck vor, was einem annähernden Stundentakt entsprach. Bis 1941 waren die Züge in den Ruhrschnellverkehr integriert. Der Verkehr kam kriegsbedingt im Frühjahr 1945 zum Erliegen.
Ende 1945 verkehrten wieder die ersten Personenzüge in Gladbeck Ost. Bis 1950 stieg das Angebot annähernd auf Vorkriegsniveau. Durch die zunehmende Konkurrenz des Automobils aufgrund der Massenmotorisierung stellte die Bundesbahn gegen Ende der 1950er Jahre die Verstärkerzüge zwischen Wanne-Eickel Hauptbahnhof und Dorsten ein. Die Fahrgastzahlen nahmen bis in die 1980er Jahre kontinuierlich ab, so dass die Bundesbahn 1984 die Einstellung des Verkehrs erwägte. Ein Abkommen zwischen dem Land Nordrhein-Westfalen und der Bahn sicherte den Weiterbetrieb bis 1997 zu. Der Fahrplan sah zu dieser Zeit einen Zweistundentakt zwischen Wanne-Eickel und Dorsten vor. Der letzte durchgehende Zug über Gladbeck Ost nach Borken fuhr am 26. September 1987.
Mit Einführung des integralen Taktfahrplans erhielt die Verbindung die Liniennummer RB 43. Die Linie fährt seitdem im Stundentakt und fährt von diesem Bahnhof über Gelsenkirchen, Wanne-Eickel, Herne, Castrop-Rauxel nach Dortmund Hauptbahnhof und in anderer Richtung via Feldhausen bis Dorsten. Die Deutsche Bahn betrieb die Linie bis 2006, danach übernahm die NordWestBahn. 2015 übernahm DB Regio wieder den Verkehr.
| Linie | Linienverlauf | Takt   | Betreiber    |
| ----- | --- | ------ | ------------ |
| RB 43 | Emschertal-Bahn: Dorsten – Feldhausen – Gladbeck-Zweckel – Gladbeck Ost – Gelsenkirchen-Buer Süd – Gelsenkirchen Zoo – Wanne-Eickel Hbf – Herne – Herne-Börnig – Castrop-Rauxel Süd – Castrop-Rauxel-Merklinde – Dortmund-Bövinghausen – Dortmund-Lütgendortmund Nord – Dortmund-Marten – Dortmund-Rahm – Dortmund-Huckarde Nord – Dortmund Hbf Stand: Fahrplanwechsel Dezember 2021 | 60 min | DB Regio NRW |

### Schienengüterverkehr
Mit der Streckeneröffnung wurde Gladbeck zunächst von drei Güterzugpaaren angefahren. Mit der Inbetriebnahme des Anschlussgleises zur Zeche Graf Moltke kamen zwei weitere Zugpaare hinzu. Nahezu der gesamte Kohlenverkehr der Zeche in Richtung Norden wurde über den Bahnhof abgewickelt. In der Gegenrichtung verzeichnete das Sägewerk Küster große Frachtmengen an Grubenholz. Ferner wurden im Bahnhof Gemüse, Milch und Vieh umgeschlagen, letzteres vor allem nach der Eröffnung des städtischen Schlachthofs 1908.
Während der Ruhrbesetzung verlagerte sich der Güterverkehr vor allem in Richtung Straße, da zum Boykott der von den Besatzern kontrollierten Reichsbahn aufgerufen wurde. Diese Entwicklung setzte sich nach dem Ende der Besetzung fort, da die Lastkraftwagen für den flächendeckenden Absatz besser geeignet waren. Im Jahr 1930 lag der Güterabsatz somit unter der Hälfte des Wertes von 1913.
Nach 1945 wurde Gladbeck Ost fast nur noch von Nahgüterzügen bedient. Der Anschluss zur Zeche Graf Moltke wurde nach seiner Zerstörung nicht wiederhergerichtet. Die Abwanderung zur Straße ging weiter vonstatten, so dass die Bundesbahn Mitte der 1960er Jahre die Güterabfertigung in Gladbeck Ost schloss. Der Anschluss Küster blieb noch bis Anfang der 1980er Jahre bestehen und wurde danach aufgegeben.

### Straßenbahn- und Busverkehr
Die Recklinghausener Straßenbahn (ab 1915 als Vestische Kleinbahnen) eröffnete am 28. Mai 1909 die Straßenbahn zwischen Gladbeck und Bottrop. Ab dem 2. September 1909 bestand eine weitere Verbindung zwischen Gladbeck und Horst. Die Endhaltestelle lag Hochstraße vor dem Bahnübergang. Ab dem 20. Mai 1925 erreichte die Straßenbahn den Bahnhof von Buer aus, die Endhaltestelle lag in der Bahnhofstraße vor dem Empfangsgebäude. Eine Gleisverbindung kam jedoch nicht zustande, da die Reichsbahn eine Querung untersagte. Die Umsetzung von Straßenbahnwagen erfolgte daher über die Verbindung Buer–Horst der Bogestra. Im Jahr 1939 beabsichtigten die Vestischen den Kauf dieser Strecke, um ihre beiden Teilnetze miteinander zu verbinden. Der Kauf kam nicht zustande. Durch Luftangriffe wurde diese Verbindung 1943 beschädigt. Die Reichsbahndirektion Essen genehmigte in der Folge die Anlage eines Gleises in Höhe des Bahnübergangs Hohe Straße. Das Gleis war nicht elektrifiziert, so dass die Wagen von Hand verschoben werden mussten.
Das Verbindungsgleis wurde elektrifiziert und der Abschnitt am 20. Oktober 1957 für den Fahrgastverkehr freigegeben. Die Linie 10 der Vestischen mit Fahrtweg zwischen Oberhausen-Osterfeld und Recklinghausen Hauptbahnhof befuhr den Bahnübergang planmäßig. Die Umsetzendstelle in der Bahnhofstraße blieb nach der Inbetriebnahme weiter bestehen. Mit dem Bau der Überführung im Jahr 1974 wurde die Straßenbahn auf einen zweigleisigen besonderen Bahnkörper in Mittellage der Buerschen Straße verlegt. Der Ausbau fand im Rahmen des Stadtbahnkonzeptes Rhein-Ruhr statt. Auf Grundlage eines 1976 erstellten Gutachtens beschlossen die Vestischen Straßenbahnen kurz darauf die komplette Einstellung des Straßenbahnbetriebs. Am 1. Oktober 1978 stellten die Vestischen Straßenbahnen den Betrieb auf Omnibus um.
Mit Stand 2014 halten zwei Omnibuslinien am Bahnhof Gladbeck Ost. Der Schnellbus SB91 fährt von Oberhausen über Bottrop und Gladbeck nach Gelsenkirchen-Buer. Die Linie wird gemeinschaftlich von den Vestischen und den Stadtwerken Oberhausen betrieben. Als zweite Linie fährt der Bus 255 vom Busbahnhof Gladbeck Oberhof über Gelsenkirchen-Scholven nach Gelsenkirchen-Buer.
| Linie | Verlauf | Takt (Mo–Fr) | Betreiber         |
| ----- | --- | ------------ | ----------------- |
| SB91  | Bero-Zentrum – Oberhausen Hbf – Neue Mitte Oberhausen – OB-Osterfeld Süd Bf – Bottrop ZOB Berliner Platz – Bottrop-Eigen Markt – Gladbeck-Ellinghorst – Gladbeck Goetheplatz – Gladbeck-Ost Bf – Gelsenkirchen-Buer, Königswiese – Gelsenkirchen-Buer Rathaus Linie verkehrt zwischen OLGA-Park und Oberhausen Hbf über die ÖPNV-Trasse Oberhausen | 20 min       | Vestische / STOAG |
| 255   | Gladbeck Goetheplatz – Gladbeck Ost Bf – Gladbeck-Zweckel – Gelsenkirchen-Scholven – Gelsenkirchen-Buer, Königswiese – Gelsenkirchen-Buer Rathaus | 20 min       | Vestische         |